# Tortilla al ron

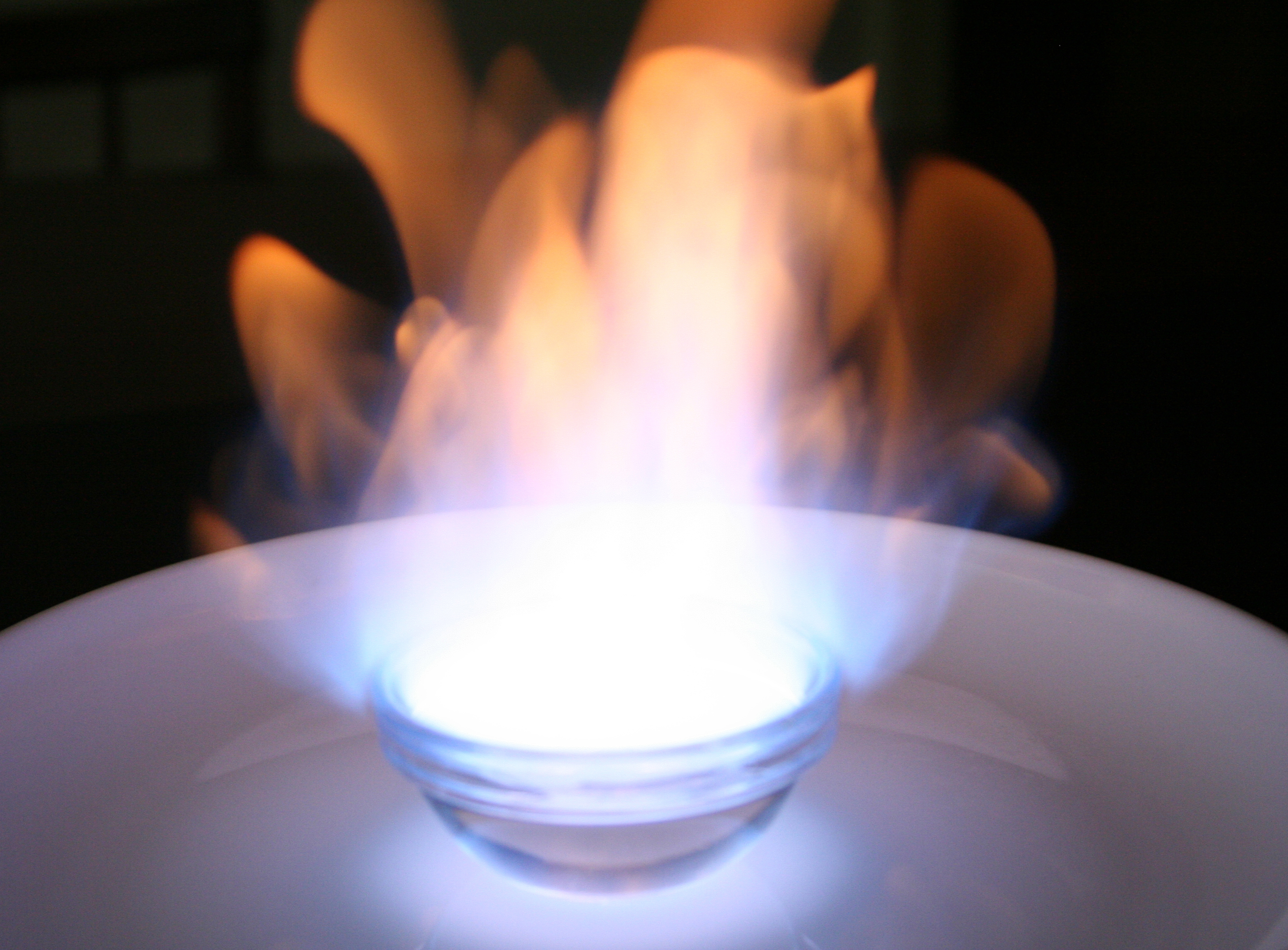
El flambeado es una técnica aplicada a esta tortilla.

La tortilla al ron (de la misma forma se suele denominar: tortilla al coñac) es una especie de tortilla francesa que se empapa de ron y azúcar para ser posteriormente flambeado. Esta receta muy popular en la cocina española del siglo XIX tiene su procedencia en la cocina cubana. Es habitual en la cocina de Madrid y Galicia. Es habitual prepararse como postre y servirse recién elaborada.

## Historia
Era habitual en las comidas y cenas elegantes servidas en la España del siglo XIX. Servida como recordatorio de las posesiones de ultramar. Recordaba al suflé procedente de la cocina americana.

## Características
La elaboración de la receta comienza con la realización de una simple tortilla francesa con huevo (se suele indicar que se compone de huevos y sin sal). Suele rociarse con azúcar (a veces se mencionan terrones de azúcar) y ponerse en remojo con ron (previamente calentado para facilitar su flambeado) para ser posteriormente flambeado. La tortilla española previa se suele elaborar en mantequilla en las recetas cubanas, mientras que se emplea manteca de cerdo en las españolas. La tortilla debe elaborarse con un grosor considerable y cruda en su interior, con el objeto de que el flambeado acabe su hechura.
Se debe servir a los clientes recién elaborada, a veces en un servicio a la rusa (presentar en la mesa durante el flambeado). Se suele servir cuando el ron acaba su combustión, de tal forma que el contenido de alcohol es mínimo al ser consumido.

## Variantes
A veces la tortilla francesa se rellena con melocotones, lo que favorece su grosor y su posterior flambeado. En este caso tras el flambeado se suele añadir más ron, o un poco más de azúcar al gusto del cocinero. En algunas ocasiones se suele añadir mermelada o miel. Existe una variante denominada tortilla al kirsch (elaborado con un licor de cerezas alemán denominado: Kirsch).